# 喷丝板
喷丝板 又称喷丝头。用于人造纤维纺丝的顶针状金属喷头，有很多小孔，纺丝液从孔中压出形成细丝。原料经熔融或用化学方法溶解成粘稠的溶液，从喷丝板流出后形成丝条，经凝结、蒸发或冷却而固化。喷丝板大都由不锈钢制成，但纺制人造丝需用白金喷丝板。